# HRA Architekci

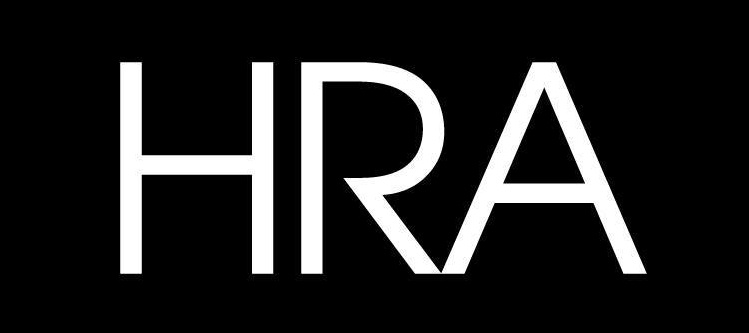

HRA Architekci (Hermanowicz Rewski Architekci) gehört zu den größten Architekturbüros Polens. Das Unternehmen hat sich auf den Entwurf großer Wohn- und Büroanlagen spezialisiert. Das Büro befindet sich in Warschau in der Ulica Klimczaka 8/65 in Miasteczko Wilanów.
Das Studio wurde im Jahr 2004 von den Architekten Wojciech Hermanowicz und Stanisław Rewski gegründet. Hermanowicz hatte vorher als Partner im Architekturbüro MWH Architekci gearbeitet. Das Unternehmen beschäftigt rund 100 Mitarbeiter. Unter anderem entwarf das Studio die Warschauer Hochhäuser Warsaw Trade Tower, Platinum Towers, Varso Tower und Forest sowie mehrere Apartmentanlagen und flachere Bürogebäude (z. B. für Asseco) an Standorten wie Miasteczko Wilanów oder Soho Factory.